# Sepatan (Gondang)
Sepatan is een bestuurslaag in het regentschap Tulungagung van de provincie Oost-Java, Indonesië. Sepatan telt 1474 inwoners (volkstelling 2010).